# Periodismo satírico

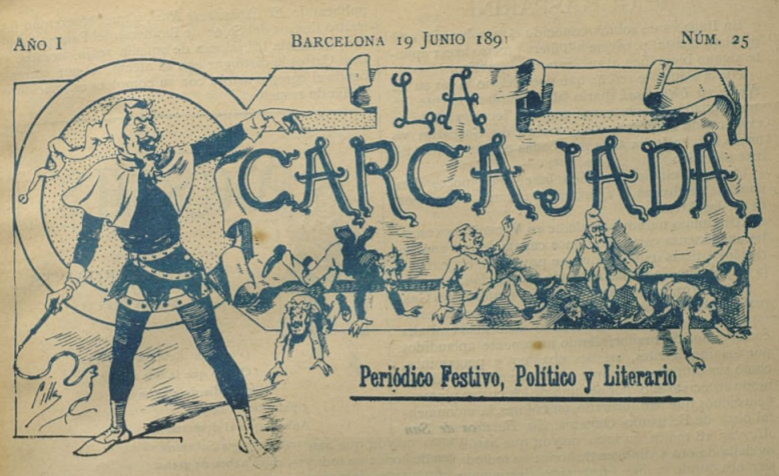
Periódico La Carcajada.

El periodismo satírico se refiere a aquel que utiliza la sátira, normalmente en tono de humor, para referirse a hechos noticiosos. En otras ocasiones, presenta noticias reales como ficticias dando siempre claves para identificar estos textos como ficcionales, cuyo objetivo es evidenciar una realidad a través de la exageración, el absurdo o la parodia.
Toni Soler, director de Polònia definió el periodismo satírico durante un desayuno con Jordi Pujol, cuando este político le increpó acerca de lo que mostraba en el programa, al que le respondió de esta forma:

El programa no pretende erigirse en juez de los personajes públicos en función de quién lo hace peor o mejor, sino hacer una parodia transversal, buscar la parte más grotesca y exagerarla hasta el máximo, sin hacer distinción de colores políticos o ideológicos.
Toni Soler, 2009

Su intención no suele ser la de informar sino la de criticar o hacer denuncias indirectamente. En España e Hispanoamérica ha habido una larga tradición de periodismo satírico.

## Antecedentes del periodismo satírico en México (1521-1842)
El periodismo satírico tuvo sus inicios con los pasquines gracias al descontento e inconformidad del pueblo mexicano principalmente con el gobierno de la época.
Muy pocos pueblos del mundo poseen una protesta dinámica y muchas veces efectiva contra un mal gobernante, o un encendido elogio.
"De entre las muchas cualidades que se derivaron de la confluencia de las razas castellana e indígena y que significaron una esencia dentro de la naciente idiosincrasia de la nueva nacionalidad mexicana podemos apuntar, en preponderante lugar, la vena humorística. El innato ingenio y picardía del pueblo mexicano le permiten incluso emprender las tareas más difíciles, celebrar mejor un triunfo pero también arrostrar las más grandes desgracias incluyendo la muerte."
Cuando recién finalizó la conquista, Hernán Cortés por presión de sus capitanes sometió a tormento a Cuauhtémoc para obligarle a confesar el paradero de sus riquezas, sobrevino una ola de rumores malintencionados contra el extremeño. Se decía que él había ocultado el oro y que había forzado al emperador azteca a no revelar a nadie más el lugar donde se hallaba. Poco a poco las murmuraciones fueron subiendo de tono y llegó a acusarse a Cortés de maniobras turbias para robar su parte a muchos soldados que habían combatido contra los aztecas. Fue entonces cuando empezaron a aparecer escritas ciertas manifestaciones de descontento por la supuesta burla de la que se decían víctimas varios grupos.
"Y como Cortés estaba en Coyoacán y posaba en unos palacios que tenían blanqueadas y encaladas las paredes, donde buenamente se podía escribir en ellas con carbones y con otras tintas –dice Bernal Díaz del Castillo-, amanecían cada mañana escritos muchos motes, algunos en prosa y otros en metros, algo maliciosos, a manera como de pasquines.”
Tanto en los años siguientes a la conquista de Tenochtitlán como en la época virreinal y aún en el México independiente dichos dimes y diretes en forma de pasquines fueron hechos públicos subrepticiamente por gente deseosa de plasmar un elogio o una censura. Se da como una forma de comunicación y expresión de ideología.

## Autores de periodismo satírico
- José Ernesto Devárez Hijo (República Dominicana)
- Mariano José de Larra (España)
- Enrique Labarta Pose (España)
- Jaime Garzón (Colombia )
- Ricardo Palma (Perú)
- Odemo Porferrol (Argentina)
- Leoncio Martínez (Venezuela)
- Omar Ariel Cortes (México)

## Prensa satírica en TV e internet

### Alemania
- heute-show

### Argentina
- Revista Barcelona
- DiarioElCorunio
- Desfachatados
- Noticias Sic

### Brasil
- Diário Pernambucano
- Sensacionalista

### Chile
- The Clinic
- Nefasto
- Gamba

### Colombia
- Actualidad Panamericana
- Primizia
- NP& (noticias políticamente incorrectas)
- Voz Populi Te Ve
- Daniel Raisbeck

### Costa Rica
- www.la-respublica.com
- NO.ticiero.com

### Ecuador
- Diario El Mercioco[7][8][9]
- Lojause
- El Mercio[10][11]
- El Times New Roman
- Ecuador Insensato[12]

### España
- El Duende Crítico de Madrid (1735)
- El Censor (1781-1787)
- La Abeja Española (1812)
- El Zurriago(1821-1823)
- El Pobrecito Hablador (1832-1833)
- Fray Gerundio(1837-1844)
- El Mata-moscas (1836-1837)
- Sancho Gobernador (1836-1837)
- Lo Pare Arcàngel (1841)
- Guindilla (1842),
- El Papagayo (1842-1844)
- La Risa (1843)
- La Carcajada (1843)
- La Donsaina (1844)
- El Fandango (1844-1846)
- La Caricatura (1858)
- El moro Muza (1861-1871)
- El Tío Clarín (1864-1867)
- Gil Blas (1864-1872)
- El Gato (1868)[13]
- El Papelito (1868-1871)[13]
- ¡A la una! (1869)[13]
- Rigoleto (1869-1872)[13]
- La Flaca (1869-1876)
- El Caos (1870)
- El Pendón Español (1870)[13]
- El Cencerro (1870-1912)[13]
- La Campana de Gracia (1870-1934)
- Sancho Panza (1872)
- El Mundo cómico (1872-1876)
- El Chimbo (1876-1878)
- El Duende (1876-1878)[13]
- El Papa-Moscas (1878-1920)
- La Filoxera (1878-1884)
- El Loro (1879-1885)
- La Esquella de la Torratxa (1879-1939)
- El Buñuelo (1880)[13]
- Madrid Cómico (1880-1923)
- La Broma (1881-1885)
- El Motín (1881-1926)
- La Mosca (1881-1883)
- La Broma (1881-1887)
- La Tramontana (1881-1895)
- Crónica del Sable (1882)[13]
- El Látigo (1882-1883)
- El Palleter (1882-1888)
- El Clarín (1883)[13]
- Hipódromo cómico (1883)
- Bilbao cómico (1883)
- La Traca (1884-1889, suspendida entre 1887 y 1888)
- ¡Verán Ustedes! (1885)[13]
- La Honorata (1885-1886)
- El Chichinguaco (1886)[13]
- La Semana  (1887-1889)
- La semana cómica (1887-1894)
- Granada Cómica (1887-1888)
- Sevilla Cómica (1888)
- Galicia Humorística (1888)
- La Porra (1889-1891)
- Barcelona Cómica (1889-1901)
- Don Cecilio de Triana (1889-1921)
- El Matute (1890)[13]
- El Tío Verdades (1892)[13]
- El Thun Thun (1894)
- Gedeón (1895-1915)[13]
- El Gato Negro (1898-1899)
- Cu-cut! (1902-1912)
- Rojo y verde (1903-1906)
- Papitu (1908-1937)
- Foyer (1910)
- ¡Ja Ja! (1910)
- KDT (1912-1922)
- Picarol (1912),
- Revista Nova (1914)
- La Piula (1916)
- Cuca-Fera (1919)
- L’Estevet (1921)
- Buen Humor (1921-1931)
- La Risa (1922-1924)
- Flirt (1922-1925)
- El Borinot (1923)
- Color (1923)
- KchT (1924)
- Muchas Gracias (1924-1932)
- Gutiérrez (1927-1934)
- Gracia y Justicia (1931-1936)
- El Be Negre (1931-1936)
- La Ametralladora (1937-1939)
- La Codorniz (1941-1978)
- Tururut!(1953)
- Don José (1955-1958)
- Locus (1955-1956)
- Hermano Lobo (1972-1976)
- El Papus (1973-1986)
- Por Favor (1974-1977)
- Muy señor mío (1979-1980)
- Titanic (1983-84)
- El Cocodrilo (1984-1986)
- HdiosO (1986)
- A las Barricadas (1998)
- El virus mutante (2004)
- Orgullo y Satisfacción (2014-2017)
- El Jueves
- El mundo today
- El Garrofer
- PorMisBalones.com
- The Canarias Taims
- Mundo Porcino
- The ilustrados
- El Baifo Ilustrado
- Polònia
- La Gallina Ilustrada (2007-2008 y 2015 en adelante)
- Desinfocat
- El Foll diari (2009 en adelante)

### Honduras
- The Honduras Post

### Uruguay
- Librumface Magazine

### Estados Unidos
- The Onion

### México
En México se tiene una cultura chusca desde ya hace mucho tiempo. Desde épocas prerrevolucionarias se hacían caricaturas criticando la situación del país y la clase alta de la sociedad porfiriana, prueba de eso son las caricaturas de José Guadalupe Posada. Algunos periódicos como La Orquesta, El Padre Cobos , Juan Diego, o El Ahuizote fueron muy críticos con los gobiernos de Benito Juárez y Sebastián Lerdo de Tejada.
México tiene uno de los más claros ejemplos de lo que es la mezcla entre humor y dar a conocer notas periodísticas: Brozo (Víctor Trujillo). Este personaje, con programas como El Mañanero, demostraba que no era necesaria la seriedad para informar a la población; la cadena mexicana Televisa lo definía de la siguiente forma:

"Las intenciones de El Mañanero son las de presentar los problemas de nuestro entorno de una forma en que la gente los entienda para ya no temer a los desconocido y así poder enfrentar esta nueva etapa de México que, sin duda, no es nada fácil."
Televisa

A partir de 2012, en México se ha perdido un poco la cultura del periodismo satírico, sin embargo, aún hay claros ejemplos en los medios, ya sea en los periódicos con columnistas como Germán Dehesa o caricaturistas como Paco Calderón; en la radio con el programa La corneta, o en medios digitales está Chumel Torres con su programa El pulso de la república.
Otros ejemplos de periodismo satírico son:
- El Chamuco y los hijos del Averno
- El Deforma
- Región 4
- El Dizque[12]
- El Pulso de la República
- La Página "Doña Lengua, Doña Víbora...y Cuca"
- El mañanero
- El privilegio de mandar
- ¿Que nos pasa?
- Germán Dehesa
- El Tepitazo(https://eltepitazo.com)
- El Pasquín

### Perú
- Axila TV (2007-2009)
- El Panfleto
- Monos y Monadas
- Última Noticia
- Deslengua2
- El Otorongo
- Chillico

### Puerto Rico
- El Ñame
- Periódico Reintegro

### República Dominicana
- "Pica y se Extiende" en Devárez 24/7

### Venezuela
- Globoterror
- El Chigüire Bipolar
- El Mostacho

### Internacional
- Incinoticias

## Prensa satírica impresa

### Alemania
- Titanic (revista) (1979-)

### Argentina
- Barcelona (revista) (2003-)
- Humor Registrado (1978-1998)

### Chile
- The Clinic (1998-)

### España
- El Duende Crítico de Madrid (1735-?)
- El Pensador (revista) (1762-?)
- El Censor (1781-1787)
- El Zurriago (1821-1823)
- Gil Blas (revista) (1864-?)
- La Flaca (revista) (1869-1876)
- Gedeón (revista) (1895-?)
- El Jueves (1977-)
- La Gallina Vasca (2009-)
- Revista Mongolia (2012-)
- Noticias del Mundo (1994-1995) (2013-)
- La Gallina Ilustrada[20] (2019-)

### Francia
- Le Canard enchaîné (1915-)
- Charlie Hebdo (1992-)

### Venezuela
- El Morrocoy Azul (1941-1948)
- El Gallo Pelón (1953-?)
- El Camaleón (revista)
- El Mocho Ilustrado

## Controversias
Al ser un formato que genera polémica, el periodismo satírico es una difícil apuesta en los medios por razones como decir algún mal chiste que afecta a un público sensible, tal y como sucedió con “Polònia” en Cataluña, España, cuando recibió duras críticas por un sketch que parodiaba al presidente Mariano Rajoy con varios de sus funcionarios en ambiente de la película de El hundimiento, ya que se argumentaba que el sketch tachaba de nazi al gobierno español.
Otra cosa que hace difícil realizar este formato es saber hasta qué punto se puede mofar de la realidad. Un ejemplo es el programa Chumel x HBO, el cual fue blanco de duras críticas luego de decir insultos contra el presidente de Bolivia, Evo Morales. Emisiones más tarde, volvería a estar en el ojo del huracán al burlarse de la forma de hablar de los chilenos, además de mofarse de otros países latinoamericanos. El conductor del programa se disculparía en el siguiente programa; sin embargo, citando a un columnista de Grupo Milenio, solo se puede decir que “el humor termina cuando nos enfrenamos al odio”.